# Мамот (Аризона)
Мамот (енгл. Mammoth) град је у америчкој савезној држави Аризона. По попису становништва из 2010. у њему је живело 1.426 становника.

## Демографија
Према попису становништва из 2010. у граду је живело 1.426 становника, што је 336 (19,1%) становника мање него 2000. године.
| Група             | 2000.         | 2010.       |
| Белци             | 441 (25,0%)   | 402 (28,2%) |
| Афроамериканци    | 2 (0,1%)      | 3 (0,2%)    |
| Азијати           | 6 (0,3%)      | 1 (0,1%)    |
| Хиспаноамериканци | 1.286 (73,0%) | 994 (69,7%) |
| Укупно            | 1.762         | 1.426       |